# Oxycopis galapagoensis
Oxycopis galapagoensis là một loài bọ cánh cứng trong họ Oedemeridae. Loài này được Peck & Cook miêu tả khoa học năm 2003.